# Josep Cardó
Josep Cardó, (nacido 7 de mayo de 1908 en Barcelona, Cataluña) fue un exjugador de baloncesto español.   

## Trayectoria
Se inicia en el mundo del baloncesto a los 18 años en el Laietà. Subió al primer equipo  en 1927 cuando el FC Barcelona desmanteló al equipo del Laietà, y estos tuvieron que tirar de los jugadores del segundo equipo. En 1930 ficha por el Real Club Deportivo Español, jugando con los pericos durante 4 años, hasta que se retira en 1934 por motivos profesionales. En 1935 entrena al Real Club Deportivo Español y después de la Guerra Civil Española vuelve a tomar las riendas del equipo perico. Su última etapa relacionada con el básquet sería la de árbitro durante 2 años.